# Солонцы (Лискинский район)
Солонцы — хутор в Лискинском районе Воронежской области.
Входит в состав Нижнеикорецкого сельского поселения.

## География

### Улицы
- 8 Марта